# Вермина (Нумидия)
Вермина (бербер. ⴼⵉⵔⵎⵉⵏⴰ; III век до н. э.) — царь западной Нумидии с 202 года до н. э.; сын царя западных нумидян (массесилян) Сифакса и Софонисбы. Внук по матери Гасдрубала, карфагенского военачальника, командовавшего армией во время Второй Пунической войны.
Отец Ариобарзана. Последний царь массесилян.

## Биография
Впервые упоминается в 204 году до н. э., как преемник своего отца, который тогда воевал против Массиниссы, первого царя Нумидии.
В 203 году до н. э. во время битвы на Великих равнинах в ходе второй Пунической войны между римскими и карфагенскими войсками, нумидийская армия Массиниссы и римлян нанесли поражение коалиции Сифакса и карфагенян. После поражения и пленения отца Вермина продолжил хранить верность карфагенянам. По возвращении Ганнибала сын плённого Сифакса, Вермина, опустошил царство Массиниссы. Он присоединился к Ганнибалу вскоре после прибытия в Африку, но не принимал непосредственного участия в битве при Заме в 202 году до н. э. Прибыл к месту сражения намного позже во главе значительной армии, но подвергается нападению и потерпел поражение от римлян, понеся тяжёлые потери. Решительное поражение Ганнибала при Заме положило конец опустошениям Вермины.
Около 15 000 его воинов были убиты и около 12 000 взяты в плен. Вермине, однако, едва удалось бежать с несколькими всадниками. В 200 году до н. э. он направил посла в Рим с просьбой о помиловании, после чего сенат отправил уполномоченных для определения условий и заключения мира с ним.
Земли Вермины, лежащие к западу от Нумидии, попали под контроль Массиниссы, который объединил Нумидию. Таким образом, Вермина быыл последним царём массесилян.
Дата смерти Вермины неизвестна.